# Mané
Mané è un dipartimento del Burkina Faso classificato come comune, situato nella provincia  di Sanmatenga, facente parte della Regione del Centro-Nord.
Il dipartimento si compone del capoluogo e di altri 44 villaggi: Abra, Bangré, Banguessom, Baskouda, Bouïdi, Boulskom, Débéré, Enaba, Galla, Goassa, Gorin, Gosbila, Goudrin, Guinsa, Ignongo, Itaoré, Komestenga, Komsilga, Konlébsé, Kouïbanka, Koukouré, Koulogho, Lessitenga, Malou, Mané-Mossi, Mané-Peulh, Nakombogo, Namassa, Niongsin, Nonghin, Noungou de Komestenga, Noungou de Sanga, Ouénané, Sabouri, Samkoudougou, Sanga, Saorzi, Saou, Silmidougou, Tanlallé, Tanlargo, Tanzéongo, Yabo e Zincko.